# Tholopora muletiana
Tholopora muletiana är en mossdjursart som först beskrevs av d'Orbigny 1850.  Tholopora muletiana ingår i släktet Tholopora, ordningen Cyclostomatida, klassen Stenolaemata, fylumet mossdjur och riket djur. Inga underarter finns listade i Catalogue of Life.